# オリビアのミステリー
オリビアのミステリー（Olivia's Mystery）は、1994年2月4日にアルトロンから発売された スーパーファミコンソフトである。ソニー及びアイレムから発売されたパズルゲーム「キネティックコネクション」及び「きね子」の流れを汲むアニメーション動画パズルである。
本作ではストーリーが付加されており、各ステージ開始前に表示される物語のテロップに基づいた絵柄のパズルを組み立てていくのが大きな特徴となっている。また、ストーリー自体が全体を通して奇想天外かつ奇抜な内容になっている。

## ストーリー
世界中が水不足に喘ぐ中、主人公の青年は壊れた給水塔を直すために塔へ昇っていくも既に手遅れで、水は空になっていた。塔を降りてサーカスのバイトに勤しんでいた折、研究都市を擁するとある国の皇帝の娘が、父が国民から搾取した水を拒み続ける内に徐々に衰弱しているとの噂を耳にした主人公は、特にたいした理由もなく娘を救うため、水を追い求めて世界をまたに駆けた奇想天外な冒険へ旅立つのだった。

## ゲーム内容
システム及び操作性は前述の通り「キネティックコネクション」及び「きね子」を踏まえているが、本作独自の要素もある。
- 1面でのピースは16ピースだが、後半になると48ピースまで細かくなっていく[1]。ただし、形自体は全ピース、長方形で固定。
- ピースははめ込む枠の周辺にばら撒かれる形で配置されており、左右上下は自分で確認しながらはめていかなくてはならない、
- まったく同じ絵柄、同じ動きをするダミーピースが存在し[1]、正しい位置に正しい向きではめ込むと爆発して消滅する（はめ込む向きを判断するヒントとして利用可能）
- ストーリー仕立てとなっており、パズルの絵柄はストーリー進行に沿った内容になっている。
- 完成図が存在せず、ステージ開始前に表示されるストーリー文から完成図を推測しなくてはならない。
- 全18面構成。17面クリアまでの経過時間により、ストーリーが分岐し最終面のストーリー及び絵柄の内容が変化する[1]。

## スタッフ
- ゲームデザイン:HIRAPON
- シナリオ：TEIKOKU MANIA
- グラフィックデザイン：MARO
- アニメーション：BABEL NOTO
- サウンドクリエイター：N.SHIODA
- プログラマー：YNGVI、HOFUKUN
- スペシャルサンクス：H.TOGO
- エグゼクティヴプロデューサー：MASAO CHAN

## その他
本作のBGMはKIDに在籍していた塩田信之の手によるものだが、アルトロン製のサウンドドライバに問題があったため、正常に再生されていない箇所が非常に多い。その後、FM TOWNSの音源によって作製された原曲及び没曲の一部が塩田のブログにて公開されている。